# Saint-Julien-sur-Calonne
Saint-Julien-sur-Calonne är en kommun i departementet Calvados i regionen Normandie i norra Frankrike. Kommunen ligger i kantonen Pont-l'Évêque som ligger i arrondissementet Lisieux. År 2022 hade Saint-Julien-sur-Calonne 172 invånare.

## Befolkningsutveckling
Antalet invånare i kommunen Saint-Julien-sur-Calonne
Referens:INSEE